# Serie A1 2009-2010 (pallanuoto maschile)

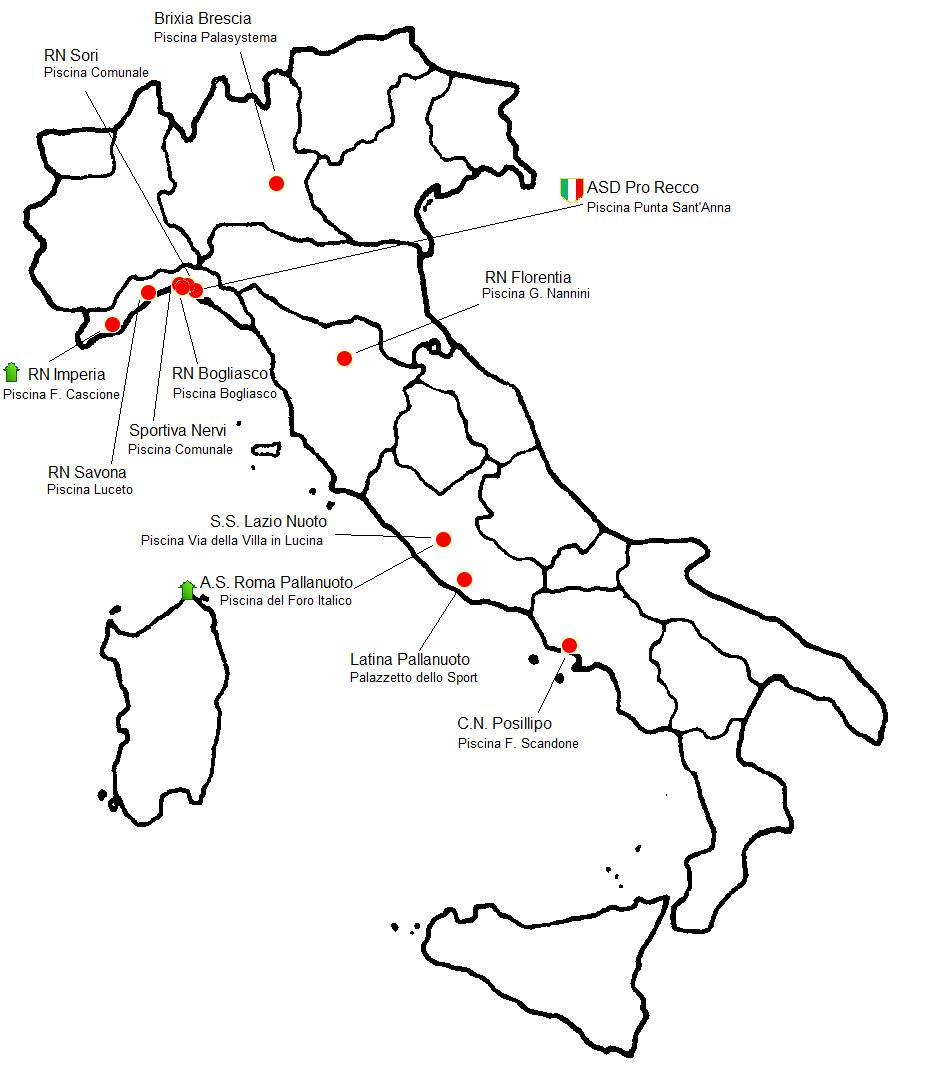
Distribuzione geografica delle squadre

La Serie A1 2009-2010 è stata la 91ª edizione della massima serie del campionato italiano maschile di pallanuoto disputato dal 1912, anno della sua prima edizione. La regular season è iniziata il 16 ottobre 2009 per poi terminare il 24 aprile 2010. Alla fine di essa hanno preso il via i play-off, iniziati il 5 maggio 2010 e terminati l'8 giugno 2010, dove le prime otto squadre della regular season si sono contese lo scudetto.
La squadra campione in carica è la Pro Recco che battendo il Savona in finale ha conquistato per la quarta volta consecutiva il titolo italiano, portando a ventitré i trionfi nel massimo campionato. A prendere il posto delle retrocesse Catania e Civitavecchia sono state la Rari Nantes Imperia e la Roma Pallanuoto.
Sono state solamente cinque le regioni rappresentate in questo torneo. La regione maggiormente rappresentata è stata la Liguria (sei squadre), seguita dal Lazio (tre squadre), Lombardia, Toscana e Campania (una squadra).

## Avvenimenti

### Regular season
La regular season è iniziata con un avvio bruciante della Pro Recco che vince le prime otto partite consecutivamente, conquistando la vetta temporanea della classifica. La prima sconfitta arrivò alla nona giornata contro il Savona, perdendo per 8-9. Tale sconfitta non permette il sorpasso del Savona, ma il distacco tra le due squadre si riduce notevolmente. Il sorpasso avviene nell'ultima giornata del girone di andata. Infatti nell'undicesima giornata la Pro Recco viene battuta dalla Leonessa, dando così modo al Savona di vincere contro il Sori e balzare in vetta alla classifica.
Alla fine del girone di ritorno la prima posizione è occupata dal Savona che con cinquantanove punti si lascia alle spalle i campioni in carica della Pro Recco. Latina e Sori, con rispettivamente diciassette e quindici punti, vengono direttamente retrocesse in Serie A2.

## Squadre partecipanti
| Club      | Città     | Stadio                           |
| --------- | --------- | -------------------------------- |
| Bogliasco | Bogliasco | Piscina Bogliasco                |
| Florentia | Firenze   |                                  |
| Imperia   | Imperia   | Piscina comunale Felice Cascione |
| Latina    | Latina    |                                  |
| Lazio     | Roma      |                                  |
| Leonessa  | Brescia   | Piscina Palasystema              |
| Nervi     | Genova    | Piscina Comunale di Nervi        |
| Posillipo | Napoli    | Piscina Felice Scandone          |
| Pro Recco | Recco     | Piscina Punta Sant'Anna          |
| Roma      | Roma      | Stadio Olimpico del Nuoto        |
| Savona    | Savona    | Piscina Luceto                   |
| Sori      | Sori      | Piscina Comunale di Sori         |

## Allenatori
| Club      | Allenatore           |
| --------- | -------------------- |
| Bogliasco | Massimo De Crescenzo |
| Florentia | Dušan Popović        |
| Imperia   | Stefano Piccardo     |
| Latina    | Vasko Vuckovic       |
| Lazio     | Cristiano Ciocchetti |
| Leonessa  | Alessandro Bovo      |
| Nervi     | Marco Baldineti      |
| Posillipo | Carlo Silipo         |
| Pro Recco | Giuseppe Porzio      |
| Roma      | Maurizio Mirarchi    |
| Savona    | Claudio Mistrangelo  |
| Sori      | Marco Risso          |

## Regular season

### Classifica
|  |     | Regular season 2009-2010 | Pti | G  | V  | N | P  | GF  | GS  | DR   |
|  | --- | ------------------------ | --- | -- | -- | - | -- | --- | --- | ---- |
|  | 1.  | Savona                   | 59  | 22 | 19 | 2 | 1  | 258 | 172 | +86  |
|  | 2.  | Pro Recco                | 53  | 22 | 17 | 2 | 3  | 314 | 158 | +156 |
|  | 3.  | Leonessa                 | 51  | 22 | 16 | 3 | 3  | 257 | 202 | +55  |
|  | 4.  | Posillipo                | 36  | 22 | 11 | 3 | 8  | 197 | 183 | +14  |
|  | 5.  | Florentia                | 32  | 22 | 9  | 5 | 8  | 218 | 212 | +6   |
|  | 6.  | Lazio                    | 29  | 22 | 9  | 2 | 11 | 208 | 226 | -18  |
|  | 7.  | Bogliasco                | 23  | 22 | 7  | 2 | 13 | 183 | 214 | -31  |
|  | 8.  | Nervi                    | 20  | 22 | 5  | 5 | 12 | 203 | 266 | -63  |
|  | 9.  | Roma                     | 20  | 22 | 5  | 5 | 12 | 184 | 234 | -50  |
|  | 10. | Imperia                  | 20  | 22 | 5  | 5 | 12 | 172 | 226 | -54  |
|  | 11. | Latina                   | 17  | 22 | 4  | 5 | 13 | 167 | 213 | -46  |
|  | 12. | Sori                     | 15  | 22 | 4  | 3 | 16 | 167 | 325 | -158 |

### Capoliste solitarie
- dalla 4ª alla 10ª giornata:  Pro Recco
- dall'11ª alla 13ª giornata:  Savona
- 14ª giornata:  Leonessa
- dalla 15ª alla 19ª giornata:  Pro Recco
- dall'20ª alla 22ª giornata:  Savona

### Record
- Maggior numero di vittorie:  Savona (19)
- Minor numero di sconfitte:  Savona (1)
- Migliore attacco:  Pro Recco (314 gol fatti)
- Miglior difesa:   Pro Recco (158 gol subiti)
- Miglior differenza reti:  Pro Recco (+156)
- Maggior numero di pareggi:  Florentia,  Nervi,  Roma Nuoto,  Imperia e  Latina (1)
- Minor numero di pareggi:  Savona,  Pro Recco,  Lazio e  Bogliasco (2)
- Minor numero di vittorie:  Latina e  Sori (4)
- Maggior numero di sconfitte:  Sori (16)
- Peggiore attacco:  Latina e  Sori (167 gol fatti)
- Peggior difesa:  Sori (325 gol subiti)
- Peggior differenza reti:  Sori (-158)
- Partita con più reti: Leonessa -  Nervi 22-14 (36)
- Partita con maggiore scarto di gol:  Nervi -  Pro Recco 6-23 (17)

### Calendario e risultati
| andata | 1ª giornata           | ritorno |
| 8-14   | Sori - Bogliasco      | 7-8     |
| 10-11  | Leonessa - Roma       | 15-8    |
| 8-13   | Posillipo - Florentia | 8-10    |
| 17-5   | Savona - Nervi        | 8-7     |
| 8-17   | Imperia - Pro Recco   | 6-10    |
| 9-5    | Lazio - Latina        | 8-6     |

| andata | 4ª giornata           | ritorno |
| 11-10  | Leonessa - Posillipo  | 7-9     |
| 15-6   | Pro Recco - Florentia | 13-8    |
| 8-8    | Roma - Savona         | 7-14    |
| 7-13   | Lazio - Sori          | 8-5     |
| 9-6    | Latina - Bogliasco    | 6-7     |
| 9-5    | Imperia - Nervi       | 8-13    |

| andata | 7ª giornata           | ritorno |
| 8-19   | Sori - Pro Recco      | 6-13    |
| 10-10  | Roma - Florentia      | 8-7     |
| 8-8    | Posillipo - Bogliasco | 10-8    |
| 8-13   | Latina - Leonessa     | 11-14   |
| 17-5   | Savona - Imperia      | 14-9    |
| 17-12  | Lazio - Nervi         | 9-8     |

| andata | 10ª giornata         | ritorno |
| 11-9   | Florentia - Sori     | 8-10    |
| 14-12  | Savona - Lazio       | 10-8    |
| 19-6   | Pro Recco - Latina   | 11-11   |
| 10-3   | Posillipo - Imperia  | 11-5    |
| 8-9    | Bogliasco - Leonessa | 6-11    |
| 7-7    | Nervi - Roma         | 10-9    |

| andata | 2ª giornata           | ritorno |
| 11-10  | Florentia - Bogliasco | 5-8     |
| 10-6   | Roma - Sori           | 8-8     |
| 18-7   | Pro Recco - Lazio     | 11-6    |
| 7-9    | Imperia - Leonessa    | 7-15    |
| 6-10   | Nervi - Posillipo     | 9-9     |
| 15-10  | Savona - Latina       | 15-5    |

| andata | 5ª giornata           | ritorno |
| 11-9   | Bogliasco - Nervi     | 11-12   |
| 5-14   | Posillipo - Pro Recco | 4-9     |
| 4-4    | Savona - Leonessa     | 16-8    |
| 8-10   | Sori - Latina         | 10-7    |
| 16-15  | Florentia - Imperia   | 11-11   |
| 9-14   | Roma - Lazio          | 9-11    |

| andata | 8ª giornata         | ritorno |
| 6-23   | Nervi - Pro Recco   | 7-23    |
| 15-6   | Leonessa - Sori     | 11-9    |
| 12-8   | Savona - Posillipo  | 9-8     |
| 7-8    | Roma - Latina       | 10-13   |
| 7-8    | Bogliasco - Imperia | 3-6     |
| 15-9   | Floretina - Lazio   | 12-9    |

| andata | 11ª giornata         | ritorno |
| 9-9    | Florentia - Nervi    | 8-12    |
| 15-12  | Leonessa - Pro Recco | 8-8     |
| 7-8    | Sori - Savona        | 8-16    |
| 12-9   | Posillipo - Lazio    | 9-10    |
| 6-4    | Imperia - Latina     | 7-7     |
| 11-10  | Roma - Bogliasco     | 8-13    |

| andata | 3ª giornata           | ritorno |
| 8-12   | Sori - Imperia        | 9-9     |
| 8-9    | Lazio - Leonessa      | 7-14    |
| 11-11  | Nervi - Latina        | 6-6     |
| 10-8   | Savona - Florentia    | 6-12    |
| 5-14   | Bogliasco - Pro Recco | 4-15    |
| 14-8   | Posillipo - Roma      | 8-6     |

| andata | 6ª giornata          | ritorno |
| 9-14   | Nervi - Sori         | 10-7    |
| 11-10  | Leonessa - Florentia | 11-11   |
| 6-7    | Latina - Posillipo   | 6-7     |
| 20-6   | Pro Recco - Roma     | 14-7    |
| 9-9    | Imperia - Lazio      | 8-14    |
| 6-11   | Bogliasco - Savona   | 9-15    |

| andata | 9ª giornata        | ritorno |
| 5-5    | Latina - Floretina | 7-12    |
| 8-9    | Pro Recco - Savona | 8-10    |
| 8-8    | Sori - Posillipo   | 6-14    |
| 9-9    | Lazio - Bogliasco  | 8-9     |
| 22-14  | Leonessa - Nervi   | 15-12   |
| 5-8    | Imperia - Roma     | 9-9     |

## Play-off

### Quarti di finale
|           | Totale |           |       | Data     |       | Data     |      | Data      |
| --------- | ------ | --------- | ----- | -------- | ----- | -------- | ---- | --------- |
| Savona    | 2-0    | Nervi     | 14-10 | 5 maggio | 12-8  | 8 maggio |      |           |
| Posillipo | 2-1    | Florentia | 13-10 | 5 maggio | 11-14 | 8 maggio | 10-9 | 12 maggio |
| Pro Recco | 2-0    | Bogliasco | 19-4  | 5 maggio | 16-6  | 8 maggio |      |           |
| Leonessa  | 2-0    | Lazio     | 13-7  | 5 maggio | 12-8  | 8 maggio |      |           |

### Semifinali 1º - 4º posto
|           | Totale |           |      | Data      |     | Data      |
| --------- | ------ | --------- | ---- | --------- | --- | --------- |
| Savona    | 2-0    | Posillipo | 12-8 | 19 maggio | 8-7 | 22 maggio |
| Pro Recco | 2-0    | Leonessa  | 9-7  | 19 maggio | 7-5 | 22 maggio |

### Semifinali 5º - 8º posto
|           | Totale |           |      | Data      |      | Data      |
| --------- | ------ | --------- | ---- | --------- | ---- | --------- |
| Florentia | 2-0    | Nervi     | 12-8 | 19 maggio | 10-9 | 22 maggio |
| Lazio     | 2-0    | Bogliasco | 10-8 | 19 maggio | 11-9 | 22 maggio |

### Finale 5º - 6º posto
|           | Totale |       |      | Data     |      | Data     |
| --------- | ------ | ----- | ---- | -------- | ---- | -------- |
| Florentia | 2-0    | Lazio | 11-6 | 2 giugno | 11-6 | 5 giugno |

### Finale 3º - 4º posto
|          | Totale |           |     | Data     |       | Data     |       | Data     |
| -------- | ------ | --------- | --- | -------- | ----- | -------- | ----- | -------- |
| Leonessa | 2-1    | Posillipo | 9-8 | 2 giugno | 10-11 | 5 giugno | 15-10 | 8 giugno |

### Finale 1º - 2º posto
| Albisola Superiore 2 giugno 2010, ore 20:30 | Rari Nantes Savona | 4 – 7 referto | Pro Recco | Piscina Luceto (700 spett.)\| Arbitro: \| Bianchi - Caputi \| |
| Arbitro:                                    | Bianchi - Caputi   |               |           |                                                               |

| Recco 5 giugno 2010, ore 20:30 | Pro Recco      | 10 – 9 referto | Rari Nantes Savona | Piscina Punta Sant'Anna (1100 spett.)\| Arbitro: \| Gomez - Severo \| |
| Arbitro:                       | Gomez - Severo |                |                    |                                                                       |

| Albisola Superiore 8 giugno 2010, ore 20:30 | Rari Nantes Savona      | 8 – 10 referto | Pro Recco | Piscina Luceto (800 spett.)\| Arbitro: \| Stampaljia - Franulovic \| |
| Arbitro:                                    | Stampaljia - Franulovic |                |           |                                                                      |

### Tabellone
|  | Quarti di finale | Quarti di finale | Quarti di finale | Quarti di finale | Quarti di finale |  |  | Semifinali | Semifinali | Semifinali | Semifinali | Semifinali |    |    | Finale | Finale | Finale | Finale | Finale |  |
|  |                  |                  |                  |                  |                  |  |  |            |            |            |            |            |    |    |        |        |        |        |        |  |
|  | 1                | Savona           | Savona           | 14               | 12               |  |  |            |            |            |            |            |    |    |        |        |        |        |        |  |
|  | 8                | Nervi            | Nervi            | 10               | 8                |  |  | 1          | Savona     | Savona     | 12         | 8          |    |    |        |        |        |        |        |  |
|  | 4                | Posillipo        | 13               | 11               | 10               |  |  | 4          | Posillipo  | Posillipo  | 8          | 7          |    |    |        |        |        |        |        |  |
|  | 5                | Florentia        | 10               | 14               | 9                |  |  |            |            |            |            |            |    |    | 1      | Savona | 4      | 9      | 8      |  |
|  | 2                | Pro Recco        | Pro Recco        | 19               | 13               |  |  |            |            | 2          | Pro Recco  | 7          | 10 | 10 |        |        |        |        |        |  |
|  | 7                | Bogliasco        | Bogliasco        | 4                | 6                |  |  | 2          | Pro Recco  | Pro Recco  | 9          | 7          |    |    |        |        |        |        |        |  |
|  | 3                | Leonessa         | Leonessa         | 13               | 12               |  |  | 3          | Leonessa   | Leonessa   | 7          | 5          |    |    |        |        |        |        |        |  |
|  | 6                | Lazio            | Lazio            | 7                | 8                |  |  |            |            |            |            |            |    |    |        |        |        |        |        |  |

## Verdetti
- Pro Recco Campione d'Italia 2009-2010
- Pro Recco detentore della LEN Euroleague 2009-2010, Savona e Leonessa qualificate alla LEN Euroleague 2010-2011
- Posillipo e Rari Nantes Florentia qualificate alla LEN Trophy 2010-2011
- Lazio qualificata alla Coppa Comen 2010-2011
- Roma[1] e Rari Nantes Sori retrocesse in Serie A2

## Classifica marcatori
|  | Gol | Marcatore             | Squadra    |
|  | --- | --------------------- | ---------- |
|  | 73  | Mlađan Janović        | Savona     |
|  | 66  | Vanja Udovičić        | Pro Recco  |
|  | 62  | Federico Pagani       | Florentia  |
|  | 60  | Goran Krstonošić      | Roma Nuoto |
|  | 58  | Bogdan Rath           | Leonessa   |
|  | 56  | Steven Camilleri      | Bogliasco  |
|  | 54  | Leonardo Sottani      | Florentia  |
|  | 53  | Alessandro Calcaterra | Pro Recco  |
|  | 52  | Guillermo Molina      | Pro Recco  |